# Interview (film 2000)
Interview (인터뷰?, InteobyuLR) è un film del 2000 scritto e diretto da Byun Hyuk.

## Trama
Eun-suk ha intenzione di girare un cortometraggio sull'amore, e tra le varie persone che intervista è presente anche Young-hee, ragazza che però nasconde un tragico passato. La ragazza propone a Eun-suk di accompagnarla dal suo fidanzato.

## Distribuzione
In Corea del Sud la pellicola è stata distribuita dalla Cinema Service a partire dal 1º aprile 2000.